# ریکاردو میلانی
ریکاردو میلانی (ایتالیایی: Riccardo Milani؛ زادهٔ ۱۵ آوریل ۱۹۵۸) کارگردان فیلم، فیلم‌نامه‌نویس و بازیگر اهل ایتالیا است.
از فیلم‌ها یا مجموعه‌های تلویزیونی که وی در آن‌ها نقش داشته‌است، می‌توان به قتل اشاره نمود.